# 阿莱克斯·阿格鲍
阿莱克斯·阿格鲍（Alex Agbo，1977年7月1日—），尼日利亚足球运动员，现在效力于鲨鱼足球俱乐部。

## 职业生涯
阿格鲍曾经效力于萨姆松珀和城南一和等球队，1998年，他来到中国，加盟厦门远华，并帮助球队在1999赛季升级到中国足球甲A联赛。2000年，阿格鲍被租借至江苏舜天。2001年，他回到降级会甲B联赛的厦门队，随后他又先后效力于江苏舜天、厦门蓝狮和湖南湘军。
2007年，阿格鲍加盟马来西亚球队PLUS，2008年回到家乡尼日利亚，加盟鲨鱼。